# Сантьяго-Тьянгистенко-де-Галеана
Сантьяго-Тьянгистенко-де-Галеана (исп. Santiago Tianguistenco de Galeana) — город и административный центр муниципалитета Тьянгистенко в мексиканском штате Мехико. Численность населения, по данным переписи 2010 года, составила 13 106 человек.

## Название
Название города составное: Сантьяго — в честь Апостола Сантьяго, Тьянгистенко — с языка науатль можно перевести как рынок на побережье, и Галеана — в честь генерала Эрменехильдо Галеана, борца за независимость Мексики.

## История
Когда в 1521 году пала Империя ацтеков, земли вокруг Теночтитлана были в основном разделены на энкомьенды. Около 1523 года территория Тьянгистенко входила в состав энкомьенды Ксалатлако и Акапулько, которые контролировались Леонелем де Сервантесом.